# Gasherbrum IV
Der Gasherbrum IV ist mit 7932 m Höhe der siebzehnthöchste Berg der Erde und der sechsthöchste Gipfel der Gasherbrum-Gruppe, für die er auch namensgebend war. Über seinen Nordost- und Nordwestgrat verläuft die Grenze zwischen Pakistan und der Volksrepublik China.
Der Gipfelgrat mit dem Hauptgipfel liegt jedoch südlich der Grenze und somit in Pakistan. Bei entsprechenden Witterungsverhältnissen  erstrahlt seine Westwand in der Abendsonne, daher wird Gasherbrum oft mit „Leuchtende Wand“ übersetzt. Die eigentliche Bedeutung ist „schöner Berg“.

## Besteigungsgeschichte
Am 6. August 1958 gelang einer italienischen Expedition unter Riccardo Cassin durch Walter Bonatti und Carlo Mauri die Erstbesteigung des G IV über den Nordostgrat.
Die Westwand galt lange als eines der letzten großen Probleme des Alpinismus. 1985 durchstiegen der Österreicher Robert Schauer und der Pole Wojciech Kurtyka diese Wand im Alpinstil, also ohne Träger, Hochlager, Fixseile oder Flaschensauerstoff. Die beiden erreichten den genau 20 Meter niedrigeren Nordgipfel. Wegen der schlechten Witterung und ihrer Erschöpfung verzichteten sie auf die Traverse über den Gipfelgrat zum Hauptgipfel.
Der Hauptgipfel wurde erst am 22. Juni 1986 ein zweites Mal bestiegen. Greg Child, Tim Macartney-Snape und Tom Hargis waren über den Nordwestgrat erfolgreich.
1997 gelang einer koreanischen Mannschaft die zweite Durchsteigung der Westwand über eine andere Route.